# Мстители: Эра Альтрона
«Мсти́тели: Э́ра Альтро́на» (англ. Avengers: Age of Ultron) — американский супергеройский фильм Джосса Уидона, созданный по комиксам о приключениях команды супергероев Marvel. Продолжение фильма «Мстители» (2012), а также одиннадцатая по счёту полнометражная лента в медиафраншизе «Кинематографическая вселенная Marvel» (КВМ) и пятая во второй фазе. Главные роли сыграли Роберт Дауни-младший, Крис Хемсворт, Марк Руффало, Крис Эванс, Скарлетт Йоханссон, Джереми Реннер, Джеймс Спейдер и Сэмюэл Л. Джексон.
После распада организации «Щ.И.Т.» Тони Старк разрабатывает программу для защиты мира под названием «Альтрон». Однако всё идёт наперекосяк, когда Альтрон начинает считать людей врагами и намеревается стереть их с лица Земли. Железный человек, Капитан Америка, Тор, Халк, Чёрная вдова и Соколиный глаз вместе с поддержкой Ника Фьюри и Марии Хилл должны остановить его. По пути Мстители сталкиваются с могущественными близнецами Пьетро и Вандой Максимофф, а также с новой сущностью — Вижном.
После премьеры первой части в мае 2012 года компания Disney объявила о начале подготовительной работы над сиквелом. Режиссёр первого фильма Джосс Уидон вернулся к работе в августе, а тем временем огласили дату премьеры картины. В апреле 2013 года Уидон закончил писать черновик сценария. Съёмки проходили с февраля по август 2014 года. Процесс съёмок блокбастера осуществлялся на британской киностудии Shepperton, а также на территории Италии, Южной Кореи и Англии. На этапе постпродакшн отснятый материал конвертировали в 3D-формат.
Премьерный показ состоялся 13 апреля 2015 года в Лос-Анджелесе. Картина вышла в российский прокат 23 апреля, в США — 1 мая в форматах 3D и IMAX 3D. Кинокомикс вызвал в целом положительный отклик от критиков и собрал свыше $ 1,4 млрд в мировом прокате, заняв четвёртое место в списке кассовых фильмов 2015 года, а также двенадцатое в списке кассовых кинолент всех времён. Продолжение, «Мстители: Война бесконечности», вышло 3 мая 2018 года, а премьера следующей части, «Мстители: Финал», состоялась в России 29 апреля 2019 года.

## Сюжет
В Заковии Мстители — Тони Старк, Стив Роджерс, Тор, Брюс Бэннер, Наташа Романофф и Клинт Бартон — штурмуют базу оставшихся участников организации «ГИДРА», главнокомандующий которых — Вольфганг фон Штрукер — проводил на людях эксперименты с помощью скипетра Локи. При этом, Мстители сталкиваются с близнецами Пьетро (способным передвигаться на сверхзвуковых скоростях) и Вандой Максимофф (обладающей телепатическими и телекинетическими способностями), защищающими войска «ГИДРЫ». Ванда находит Старка и с помощью своих способностей посылает на Старка видение, в котором Мстители погибают, а Землю захватывают Читаури. Роджерс задерживает Штрукера, а Старк забирает скипетр Локи.
В Башне Мстителей Старк и Бэннер обнаруживают в Скипетре Камень, содержащий в себе искусственный интеллект, и используют его для создания миротворческой программы под названием «Альтрон», предложенной Старком. Оживлённый спустя 77 попыток Альтрон считает, что спасением для Земли будет уничтожение человечества. Он уничтожает ИИ Старка Д.Ж.А.Р.В.И.С.а, атакует Мстителей, взяв под контроль Железный легион, крадёт скипетр и перемещается в Заковию. Альтрон использует технологии из базы Штрукера в Заковии, чтобы воссоздать своё тело и армию роботов. Убив Штрукера, он вербует близнецов Максимофф, которые обещают отомстить Старку за смерть их родителей оружием его компании, и отправляется за вибраниумом к африканскому контрабандисту Улиссу Кло в Йоханнесбурге. Мстители нападают на Альтрона и близнецов, однако Ванда насылает на всех (кроме Старка и Бартона) видения, заставляет Бэннера превратиться в Халка и направляет того на город. Старк в броне «Халкбастер» останавливает Халка, нанеся при этом огромные разрушения в городе.
Негативная реакция людей на разрушения и страхи, вызванные манипуляциями Ванды, вынуждает Мстителей скрыться на ферме Бартона. Тор отправляется к доктору Эрику Селвигу, чтобы обсудить свои видения об апокалиптическом будущем, вызванные Вандой. Тем временем Ник Фьюри появляется на ферме и просит Мстителей сформировать план по уничтожению Альтрона. В Сеуле Альтрон подчиняет доктора Хелен Чо, использовав скипетр Локи. Альтрон и Чо используют технологию синтетических тканей, вибраниум и камень, извлечённый из Скипетра, чтобы воссоздать новое тело для Альтрона. Пока Альтрон погружается в тело, Ванда читает его мысли, и узнав о его планах насчёт уничтожения человечества, вместе с братом отказывается работать с Альтроном. Роджерс, Романофф и Бартон сражаются с Альтроном и забирают синтетическое тело, однако Альтрон успевает похитить Романофф.
Узнав, что Д.Ж.А.Р.В.И.С. смог выжить, скрывшись в интернете от Альтрона, Старк и Бэннер загружают его в синтетическое тело. Однако Роджерс, узнав от близнецов всю опасность этого поступка, пытается вместе с близнецами им помешать. Тор возвращается и оживляет тело, основываясь на своём видении, что камень на его лбу — Камень Разума, один из шести Камней Бесконечности, самых могущественных объектов из ныне существующих. Оживлённое существо называет себя «Вижном» и вместе с близнецами и Мстителями отправляется в Заковию. Использовав оставшийся вибраниум, Альтрон собирает устройство, способное поднять большую часть столицы Заковии в небо с целью сбрасывания её на Землю, вызвав тем самым глобальное истребление человечества. Бэннер спасает Романофф, а последняя пробуждает Халка для битвы. Пока Мстители сражаются с армией Альтрона, в Заковию прилетает оставшийся Хеликэриэр с Фьюри, Марией Хилл, Джеймсом Роудсом и агентами «Щ.И.Т.», чтобы помочь эвакуировать мирных жителей. Пьетро, защитив Бартона, погибает от рук Альтрона. Разъярённая Ванда уничтожает тело Альтрона, однако один из дронов всё-таки активирует устройство. Город падает, но Старк и Тор перегружают устройство энергией, разрывая город на куски. Халк, не желая подвергать опасности Романофф, улетает на Квинджете, а Вижн уничтожает последнее оставшееся тело Альтрона.
Мстители основывают новую штаб-квартиру, которой руководят Фьюри, Хилл, Чо и Селвиг. Тор возвращается в Асгард, чтобы узнать больше о силах, которые, как он подозревает, манипулировали основными событиями и являются не случайными. Старк и Бартон уходят, Роджерс и Романофф готовятся обучать новых Мстителей: Роудса, Вижна, Сэма Уилсона и Ванду.
В сцене после титров Танос после многочисленных провалов своих подчинённых надевает Перчатку Бесконечности, начиная тем самым единоличный поход за Камнями Бесконечности.

## Актёрский состав
| Актёр                | Роль                                          |
| -------------------- | --------------------------------------------- |
| Роберт Дауни-младший | Тони Старк / Железный человек                 |
| Крис Хемсворт        | Тор                                           |
| Марк Руффало         | Брюс Бэннер / Халк                            |
| Крис Эванс           | Стив Роджерс / Капитан Америка                |
| Скарлетт Йоханссон   | Наташа Романофф / Чёрная вдова                |
| Джереми Реннер       | Клинт Бартон / Соколиный глаз                 |
| Аарон Тейлор-Джонсон | Пьетро Максимофф / Ртуть                      |
| Элизабет Олсен       | Ванда Максимофф / Алая Ведьма                 |
| Пол Беттани          | искусственный интеллект Д.Ж.А.Р.В.И.С. / Вижн |
| Джеймс Спейдер       | Альтрон                                       |
| Сэмюэл Л. Джексон    | Ник Фьюри                                     |
| Коби Смолдерс        | Мария Хилл                                    |
| Дон Чидл             | Джеймс «Роуди» Роудс / Воитель                |
| Энтони Маки          | Сэм Уилсон / Сокол                            |
| Линда Карделлини     | Лора Бартон                                   |
| Стеллан Скарсгард    | Эрик Селвиг                                   |

| Актёр                            | Роль                                   |
| -------------------------------- | -------------------------------------- |
| Хейли Этвелл                     | Пегги Картер                           |
| Идрис Эльба                      | Хеймдалл                               |
| Клаудия Ким                      | доктор Хелен Чо                        |
| Энди Серкис                      | Улисс Кло                              |
| Томас Кречман                    | барон Вольфганг фон Штрукер            |
| Генри Гудман                     | доктор Лист                            |
| Жюли Дельпи                      | Мадам Б.                               |
| Аарон Химелстейн                 | Камерон Клейн                          |
| Керри Кондон                     | искусственный интеллект П.Я.Т.Н.И.Ц.А. |
| Доминик Провост-Чалкли           | Зринка                                 |
| Исаак Эндрюс                     | Костель                                |
| Имоджен Пойнтон Изабелла Пойнтон | Лайла Бартон                           |
| Бен Сакамото                     | Купер Бартон                           |
| Джош Бролин                      | Танос (камео; в титрах не указан)      |
| Стэн Ли                          | военный ветеран (камео)                |

| |  |  |  |  |  |
| Команда Мстителей: Роберт Дауни-младший, Крис Хемсворт, Марк Руффало, Крис Эванс, Скарлетт Йоханссон, Джереми Реннер |  |  |  |  |  |

| |  |  |  |  |  |
| Аарон-Тейлор Джонсон, Элизабет Олсен, Пол Беттани, Коби Смолдерс, Джеймс Спейдер, Сэмюэл Л. Джексон |  |  |  |  |  |

## Производство

### Сценарий
В октябре 2011 года продюсер Кевин Файги сообщил, что студия Marvel приступила к работе над фильмами второй фазы киновселенной Marvel, которая начнётся с картины «Железный человек 3» и завершится второй частью киносаги «Мстители». В марте следующего года режиссёр первой киноленты Джосс Уидон рассказал, как, по его мнению, должен выглядеть сиквел: «Менее значимым, но наиболее мучительным. Будут показаны другие события, которые должны произойти с героями, а не просто пересказ того, что было в первом фильме. Тематика сиквела станет совершенно другой». В апреле Файги рассказал, что у Marvel есть право привлечь Уидона к съёмкам сиквела. После успешной премьеры «Мстителей» гендиректор Disney Боб Айгер объявил, что сиквел официально запущен в разработку.
В это же время у многих актёров из первой части был подписал контракт на участие. Но у Роберта Дауни-младшего контракт с Marvel закончился после четырёх фильмов, последним из которых стал «Железный человек 3». На фестивале Comic-Con 2012 в Сан-Диего Уидон рассказал, что ещё не определился по поводу создания сиквела. Однако, в августе того же года, Уидон подписал контракт об участии в качестве сценариста и режиссёра кинокомикса. Позже Disney утвердила дату премьеры картины на 1 мая 2015 года. Когда его спросили о решении вернуться к съёмкам, Уидон ответил: «Мне казалось, что ничего не произойдёт. Но вдруг я понял, что на самом деле хочу рассказать больше историй об этих персонажах. Касательно „Мстителей 2“ решение было не трудным». В декабре 2012 года постановщик сделал набросок к фильму. В 2013 году на Дублинском международном кинофестивале он рассказал, что смерть сыграет важную роль в сиквеле. Источниками вдохновения при создании фильма для Уидона стали киноленты «Звёздные войны. Эпизод V: Империя наносит ответный удар» и «Крёстный отец 2».
Первоначально в «Эре Альтрона» была сцена с участием Капитана Марвел, в которой она прилетает в штаб-квартиру Мстителей, но её вырезали. Кевин Файги признавался, что хотел сперва представить героиню в сольном фильме. Также в фильме была концовка, в которой квинджет Халка был обнаружен около Сатурна. Вскоре Marvel решила сделать судьбу персонажа неясной и тем самым опровергла слухи о том, что фильм по комиксу «Планета Халка» находится в разработке. Позже Marvel экранизировала сюжетную арку для картины «Тор: Рагнарёк», в которой Халк действительно покинул Землю.

### Подготовка
В апреле 2013 года стало известно, что съёмки начнутся в начале 2014 года на студии Shepperton в Англии. В том же месяце Уидон закончил писать сценарий и начал рисовать раскадровки для сцен. Режиссёр упомянул о появлении «брата и сестры» из комиксов и позже подтвердил, что речь шла об Алой Ведьме и Ртути. Права на экранизацию об этих персонажах принадлежат студии 20th Century Fox, Marvel пришлось избегать конфликтов с франшизой «Людей Икс». Уидон впервые вписал двух персонажей в «Кинематографическую вселенную Marvel» по своим условиям, что позволило связать их истории происхождения со франшизой студии Marvel и избежать концепции мутантов. В мае Дауни вступил в переговоры со студией Marvel о продлении своего контракта. Месяц спустя актёр подписал контракт на съёмки во втором и третьем фильме франшизы «Мстителей».

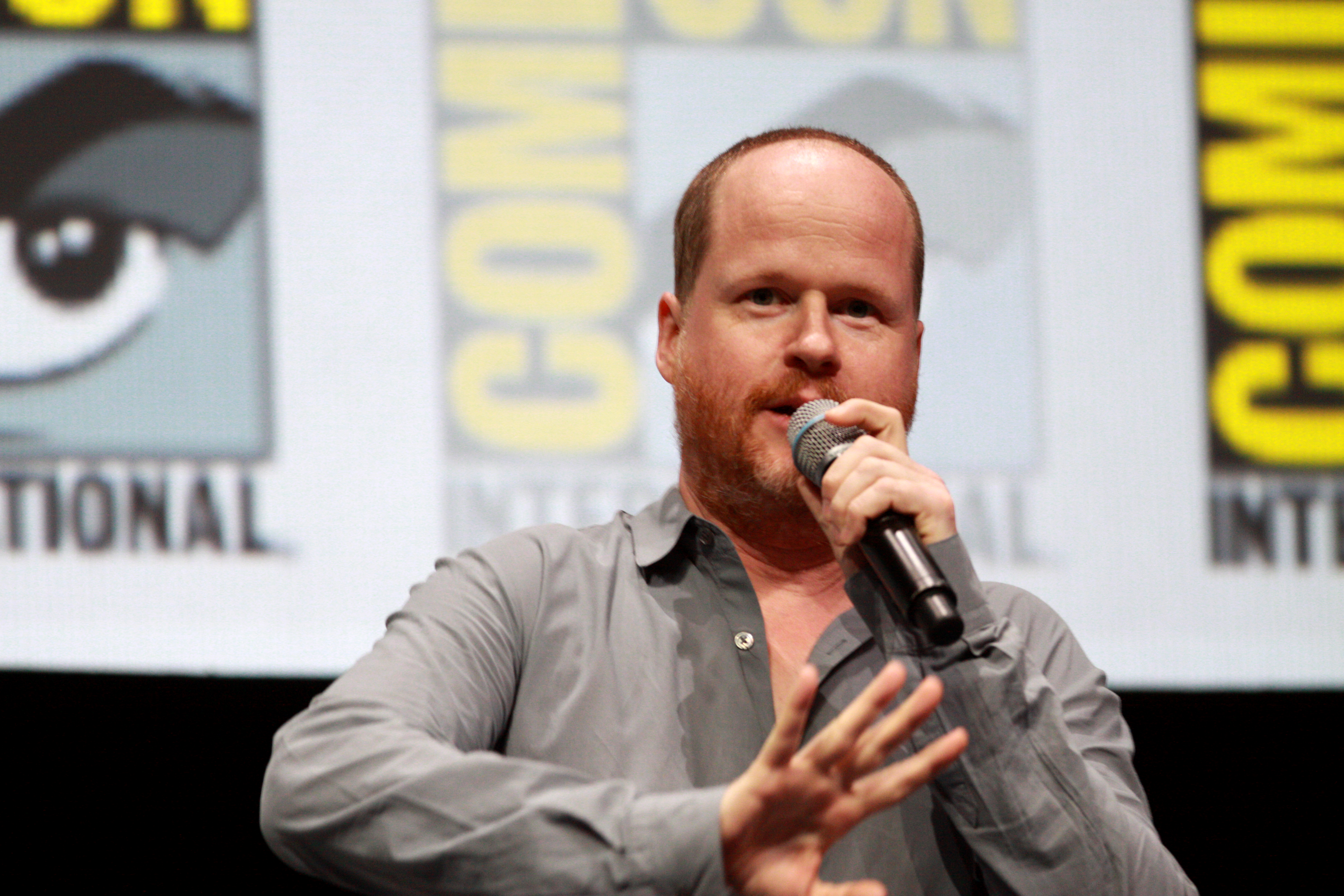
Режиссёр Джосс Уидон на фестивале Comic-Con 2013 в Сан-Диего

В 2013 году на Comic-Con в Сан-Диего Уидон огласил название картины — «Мстители: Эра Альтрона». Фильм получил название в честь одноимённого комикса, выпущенного в 2013 году. Однако продюсер Файги заявил, что данный комикс не будет использоваться в качестве сюжета фильма. Уидон добавил, что происхождение персонажа Альтрона будет отличаться от комиксов, и что Хэнк Пим не будет задействован в сюжете. Режиссёр отметил, что фильм будет выглядеть мрачным из-за участия Альтрона. Многие поклонники мечтали увидеть Таноса, вдохновителя событий первого фильма, главным злодеем в сиквеле. Но Уидон сказал: «Танос всегда был властелином зла и тьмы. Он никогда не считался следующим злодеем».
В августе 2013 года представители Marvel объявили в своём пресс-релизе о назначении Джеймса Спейдера на роль Альтрона. По словам режиссёра Уидона, Спейдер был первым и единственным выбором для данной роли из-за его гипнотического голоса, который может быть устрашающе спокойным и убедительным, а также простым и юморным. В ноябре руководство Marvel подтвердило, что Элизабет Олсен и Аарон Тейлор-Джонсон утверждены на роли Алой Ведьмы и Ртути. Тейлор-Джонсон приступал к начальной стадии переговоров уже с июня, а новость о возможном участии Олсен в съёмках впервые сообщили в августе. К концу года Марк Руффало, Крис Эванс, Сэмюэл Л. Джексон, Крис Хемсворт, Скарлетт Йоханссон, Джереми Реннер и Коби Смолдерс подтвердили своё участие в съёмках картины. В это время актёр Дон Чидл, сыгравший Джеймса Роудса в фильмах о Железном человеке, подписал контракт на съёмки. В первые месяцы 2014 года Томас Кречман получил роль Барона Вольфганга фон Штрукера, Клаудия Ким пополнила состав актёров, а Пол Беттани, озвучивший Д.Ж.А.Р.В.И.С.а в предыдущих фильмах КВМ, был утверждён на роль Вижна.

### Съёмки

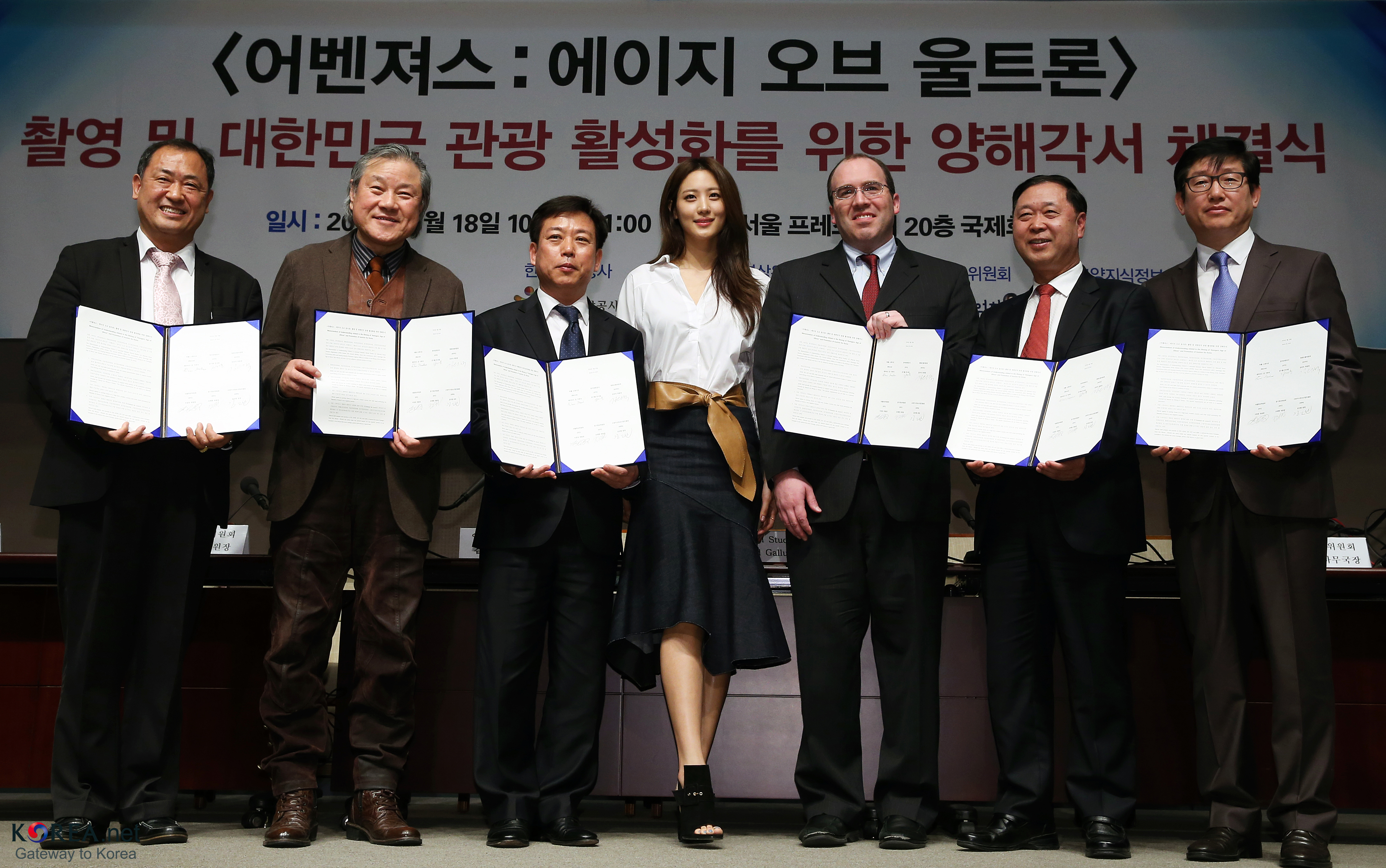
В марте 2014 года кинокомиссия Кореи и руководство студии Marvel с участием актрисы Клаудии Ким (в центре) подписали

Съёмки картины стартовали 11 февраля 2014 года в южноафриканском городе Йоханнесбург и были окончены спустя 6 месяцев — 8 августа. Оператор Бен Дэвис использовал модели цифровых камер Arri Alexa XT, с объективами Panavision Primo. Кадры сняты в разрешении 4K в формате ARRIRAW с кадровой частой до 120 fps. Съёмка трюков велась на портативные камеры Pocket Cinema Camera, оснащёнными объективами Zeiss Primes и матрицей формата Super-16. Общий бюджет картины составил 444 млн долларов.
В середине марта блокбастер снимался на протяжении четырёх месяцев на территории британской студии Shepperton. Сцены из Заковии снимались в итальянской провинции Валле-д’Аоста и крепости Бард в конце марта. После окончания работ в Италии, производство переместилось в Южную Корею. С 30 марта по 14 апреля съёмки проводились на территории Сеула: на мосту Мапо, реке Ханган, в районе Каннамгу. По словам продюсера Кевина Файги, Южная Корея послужила идеальным местом для кинопроизводства, поскольку в стране имеются передовые технологии, роскошные пейзажи и впечатляющая архитектура. При работе над сценами в Сеуле съёмочная группа прикрепляла камеры к дронам и машинам с дистанционным управлением, чтобы делать съёмку с любого ракурса.
Среди локаций Англии были использованы лес Хоули в Гэмпшире (зимнее сражение), танцзал «Риволи» (флэшбэк Капитана Америки), университет Восточной Англии и Дуврский замок (исследовательская база Гидры в Заковии). Заключительные недели съёмок проходили в звуковом павильоне Лондона, который был преобразован из столичной полицейской академии в разорённый войной город в Заковии. Актриса Скарлетт Йоханссон оказалась беременна в ходе производства и сцены с её участием пришлось отснять в ранние сроки. Для работ над остальными эпизодами были наняты три дублёрши. Дополнительные съёмки проводились на верфи по утилизации кораблей в Читтагонге и в Нью-Йорке. Художник-постановщик Чарльз Вуд и его команда отстроили огромную декорацию Башни Мстителей, ставшую самой большой декорацией из когда-либо созданных для фильмов Marvel. Уидон признался, что съёмочный процесс обернулся для него кошмаром: «Мстители совершенно другие персонажи. Это вам не Люди Икс, которые часто переживают всякие события и носят одни и те же костюмы. По правде говоря, это не так просто, как и всё, что я когда-либо делал».

### Монтаж
В июне 2014 года корпорация IMAX объявила, что лента будет полностью конвертирована в формат IMAX 3D. Качество изображения и звука обработали с помощью фирменной технологии IMAX DMR. После завершения съёмок состав актёров пополнили Стеллан Скарсгард (Эрик Селвиг), Энтони Маки (Сэм Уилсон / Сокол), Идрис Эльба (Хеймдалл) и Том Хиддлстон (Локи). Однако сцены с Хиддлстоном не вошли в финальную версию фильма. Уидон сказал, что материал не подошёл, и режиссёр не хотел делать фильм перенасыщенным. По словам Хиддлстона, на тестовых показах зрители переоценили его роль. Аудитория посчитала, что именно Локи контролировал Альтрона и это нарушало ожидания. В декабре 2014 года стало известно, что Ким получила роль доктора Хелен Чо. В феврале 2015 года Marvel подтвердила с помощью рекламных материалов, что Энди Серкис сыграл Улисса Кло в фильме. В начале апреля 2015 года Линда Карделлини и Жюли Дельпи вошли в состав актёров.
Уидон заявил, что фильм будет содержать только одну сцену после титров. Режиссёр не смог придумать ничего лучше, чем сцену с шаурмой в первой части «Мстителей». Руководители студии Marvel не хотели, чтобы Уидон включал в фильм сцены на ферме Соколиного глаза и эпизод видений, которые Алая Ведьма насылает Мстителям. Изначально Уидон снял расширенную сцену с Тором и Селвигом в пещере, но студия решила вырезать почти весь эпизод из-за негативной реакции фокус-группы на первую версию монтажа. В данной сцене Норна овладевает сознанием Тора, а Селвиг задаёт ей вопросы. Кроме того, Уидон хотел внести в сюжет Человека-паука, но студии Marvel и Sony Pictures Entertainment не уладили все детали сделок.

### Спецэффекты
Фильм содержит 3000 планов со спецэффектами, над которыми работали одиннадцать компаний, в частности Industrial Light & Magic (ILM), Trixter, Double Negative, Animal Logic, Framestore, Lola VFX, Territory, Perception, Method Studios, Luma Pictures и The Third Floor.
Студия ILM внесла значительные изменения для персонажа Халка. Взяв за основу 3D‑сканы лица актёра Марка Руффало, художники обновили лицевой риг. Также были целиком переработаны CG-модель и внутренняя мышечная система персонажа. Трюки Халка на съёмочной площадке выполнял Роб де Гроот в костюме захвата движения. Все движения каскадёра фиксировали на три камеры, а тем временем аниматоры тестировали риг. Им удалось увидеть вторичные движения мышц, после чего их внесли в цифровую мускульную систему. После теста начали запускать симуляцию кожи поверх системы и к моменту завершения работы аниматоры смогли воссоздать модель Халка с правильно деформирующимися мышцами. Специалист по спецэффектам Кристофер Таунсенд сказал, что художники хотели сделать Халка с серой кожей и красными глазами, когда Алая Ведьма ввела его в ярость. Но впоследствии эту идею отвергли, чтобы зрители не стали путать персонажа с Джо Фикситом, серым Халком из комиксов.
Для создания Альтрона художники ILM построили модель персонажа из металлических пластин. Из-за сложного рига лицо Альтрона пришлось показывать крупным планом. На щеках, челюсти и вокруг рта создали пластины, которые двигались, не мешая друг другу. В итоге на лице Альтрона оказалось 600 узлов сочленения. Специалисты из Double Negative выстраивали местность Сеула в компьютерной графике. Трёхмерщики собрали данные лидарного сканирования и сфотографировали текстуры для воссоздания облегчённой версии локации, которую потом использовали в качестве цифрового задника для требуемых кадров.
Специалисты студии Perception работали над начальными и финальным титрами фильма. Художники несколько раз съездили в музей искусств Метрополитен, чтобы взглянуть на ряд лучших скульптур мира. Прежде чем начать делать сцену с мраморным монументом, дизайнеры Reception разработали три варианта для титров. Первый был основан на визуализации сознания Альтрона, второй показывал персонажей с различными свечениями объектов, а третий демонстрировал анимацию классических логотипов Мстителей. Окончательный дизайн был вдохновлён военными памятниками, такими как мемориал Иводзимы.

## Музыка
В марте 2014 года Брайан Тайлер подписал контракт на написание оригинальной музыки к фильму, заменив композитора первой части Алана Сильвестри. В 2013 году Тайлер принимал участие в работе над саундтреками к «Железному человеку 3» и «Тору 2: Царство тьмы». При написании музыки композитор черпал вдохновение из работ Джона Уильямса, в частности «Звёздные войны», «Супермен» и «Индиана Джонс: В поисках утраченного ковчега». Дэнни Эльфман тоже принял участие в работе над музыкой. Партитура была исполнена оркестром Филармонии и записана на студии Эбби-Роуд в начале 2015 года. Саундтрек был издан лейблом Hollywood Records 28 апреля 2015 года в цифровом формате и 19 мая на физических носителях.

## Прокат

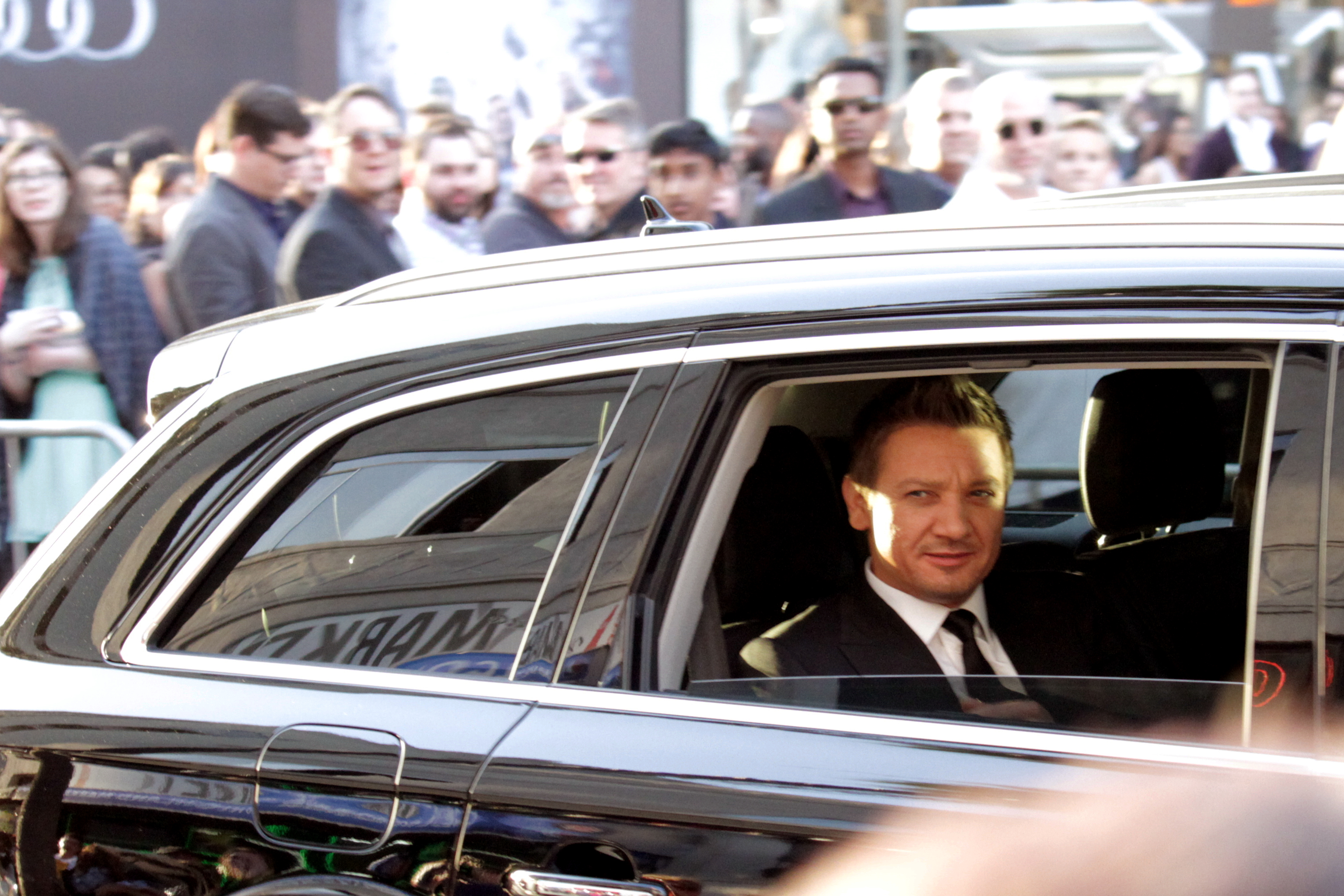
Актёр Джереми Реннер прибыл на мировую премьеру картины

Мировая премьера фильма «Мстители: Эра Альтрона» состоялась 13 апреля 2015 года в голливудском театре Долби. Премьерный показ в России прошёл 15 апреля в московском кинотеатре Октябрь. Европейская премьера картины прошла 21 апреля в лондонском кинотеатре Vue West End. Прокат стартовал в 11 странах 22 апреля, а к концу первых выходных лента дебютировала в 44 странах (55 % от мирового рынка). Картина вышла в американский прокат 1 мая в форматах 3D и IMAX 3D. Фильм дебютировал в 4276 кинотеатрах, из которых 2761 в формате 3D, 400 в большом премиум-формате и 143 с креслами D-Box. Многие независимые владельцы кинотеатров в Германии (около 700 экранов) бойкотировали фильм в ответ на то, что студия Disney повысила арендную плату с 47,7 % до 53 % от продаж билетов. Владельцы считают, что повышение сборов, стоимость работ по оцифровке, рост затрат на сотрудников и рекламу могли заставить многие кинотеатры отказаться от бизнеса.
В сентябре 2014 года телесеть TNT приобрела права на кабельное вещание фильма в США, показ которого запланирован через два года после выхода в прокат. 4 марта 2015 года началась предварительная продажа билетов. Журнал Variety отметил: «Двухмесячный разрыв между продажей билетов и выхода в широкий прокат отражает значительное ожидание фанатов фильма».

### Кассовые сборы
Лента собрала 459 005 868 долларов в американском прокате, в международном — 946 397 826 долларов. Общее число кассовых сборов составляет 1 405 403 694 долларов. Картина заняла пятое место в списке самых кассовых фильмов всех времён и четвёртое в списке кинокартин 2015 года. «Мстители: Эра Альтрона» заработали в первый уик-энд проката 392,5 млн долларов и заняли седьмое место по сборам за дебютные выходные. Фильм установил мировой рекорд, собрав в залах IMAX 25,2 млн долларов (ранний рекорд принадлежал «Тёмному рыцарю: Возрождение легенды»). К тому же лента собрала 40 млн долларов в кинотеатрах IMAX всего за 12 дней. По данным некоторых аналитиков, число сборов за премьерные выходные оказалось ниже, чем ожидалось, из-за трансляции боксёрского поединка Флойда Мейвезера и Мэнни Пакьяо. Редакция Deadline Hollywood подсчитала, что чистая прибыль фильма составила 382,32 млн долларов с учётом производственного бюджета, рекламной кампании, результатов проката, вспомогательных доходов с продаж на DVD. Сайт поместил картину на четвёртое место в рейтинге самых прибыльных блокбастеров 2015 года.
15 мая 2015 года фильм стал 21-й по счёту лентой мирового кинематографа, третьей работой студии Marvel и восьмой кинокартиной компании Disney, сборы которой преодолели рубеж в 1 млрд долларов.
США и Канада
Блокбастер заработал 84,46 млн долларов в первый день проката, продемонстрировав самый кассовый старт среди кинокомиксов и второй результат в истории американского проката после картины «Гарри Поттер и Дары Смерти. Часть 2» (91,7 млн). На вечерних сеансах четверга, которые начались в семь часов вечера, фильм собрал 27,6 млн долларов и показал шестой результат по сборам на предпоказах четверга. Сборы за первые выходные составили 191,3 млн долларов и картина оказалась на третьем месте после «Мира Юрского периода» (208,8 млн) и «Мстителей» (207,4 млн). IMAX-сеансы принесли кинокомиксу 18 млн долларов, показав второй результат по сборам в первый уик-энд проката в формате IMAX (позади «Тёмный рыцарь: Возрождение легенды»). Картина собрала 85 % от общей суммы кассовых сборов (ранний рекорд был у «Человека-паука 3»). Зрительская аудитория составила 59 % мужчин и 41 % женщин, причём 59 % из них старше 25 лет.
По результатам второго уик-энда, показатели сборов упали на 59 % и лента заработала 77,7 млн долларов. Данный результат не превзошёл число сборов первых «Мстителей» за этот уик-энд (103 млн). Картина стала третьим самым кассовым фильмом 2015 года.
За пределами территорий
Картина вышла в 44 странах, заработав 200,2 млн долларов за дебютные выходные. Лента возглавила кассу на 44 % выше своего предшественника. Помимо этого, фильм стал лидером после старта международного проката в залах формата IMAX и собрала 10,4 млн долларов. Наиболее успешными странами оказались Южная Корея (28,2 млн), Великобритания (27,3 млн) и Россия (16,2 млн). Блокбастер поставил несколько рекордов во многих странах, в частности: первый день проката в Мексике (6,8 млн), Филиппинах (1,6 млн) и Индонезии (900 000 долларов); первый уик-энд в Мексике (25,5 млн), России и СНГ (16,2 млн), Гонконге (6,4 млн) и Филиппинах (7,7 млн); и самый высокий премьерный уик-энд среди кинокомиксов в Великобритании, Ирландии и Мальте (27,3 млн), Германии (9,3 млн), Швеции, Норвегии и Нидерландах.
В Великобритании картина заработала 5,4 млн долларов в первый день проката и 27,3 млн в премьерный уик-энд, показав лучший результат апреля и среди проектов Marvel. В первый день международного проката лента собрала 9,4 млн долларов. В Южной Корее фильм собрал 4,9 млн долларов в первый день проката и 28,2 млн в выходные. Китай продемонстрировал самый большой старт для проекта Disney / Marvel, заработавшего в первый день 33,9 млн долларов. За первые шесть дня проката лента собрала 156,3 млн долларов, показав второй результат после «Форсажа 7». Причём 17,5 млн пришло от IMAX залов. Старт проката «Эры Альтрона» в Японии дебютировал на первом месте в начале июля 2015 года, показав самый высокий старт для фильмов КВМ. По состоянию на 3 января 2016 года лента является седьмой по счёту кассовой кинокартиной всех времён и четвёртым кассовым фильмом 2015 года. Крупнейшими рынками фильма стали Китай (240,1 млн), Южная Корея (78 млн), Великобритания, Ирландия и Мальта (76,6 млн).

### Маркетинг

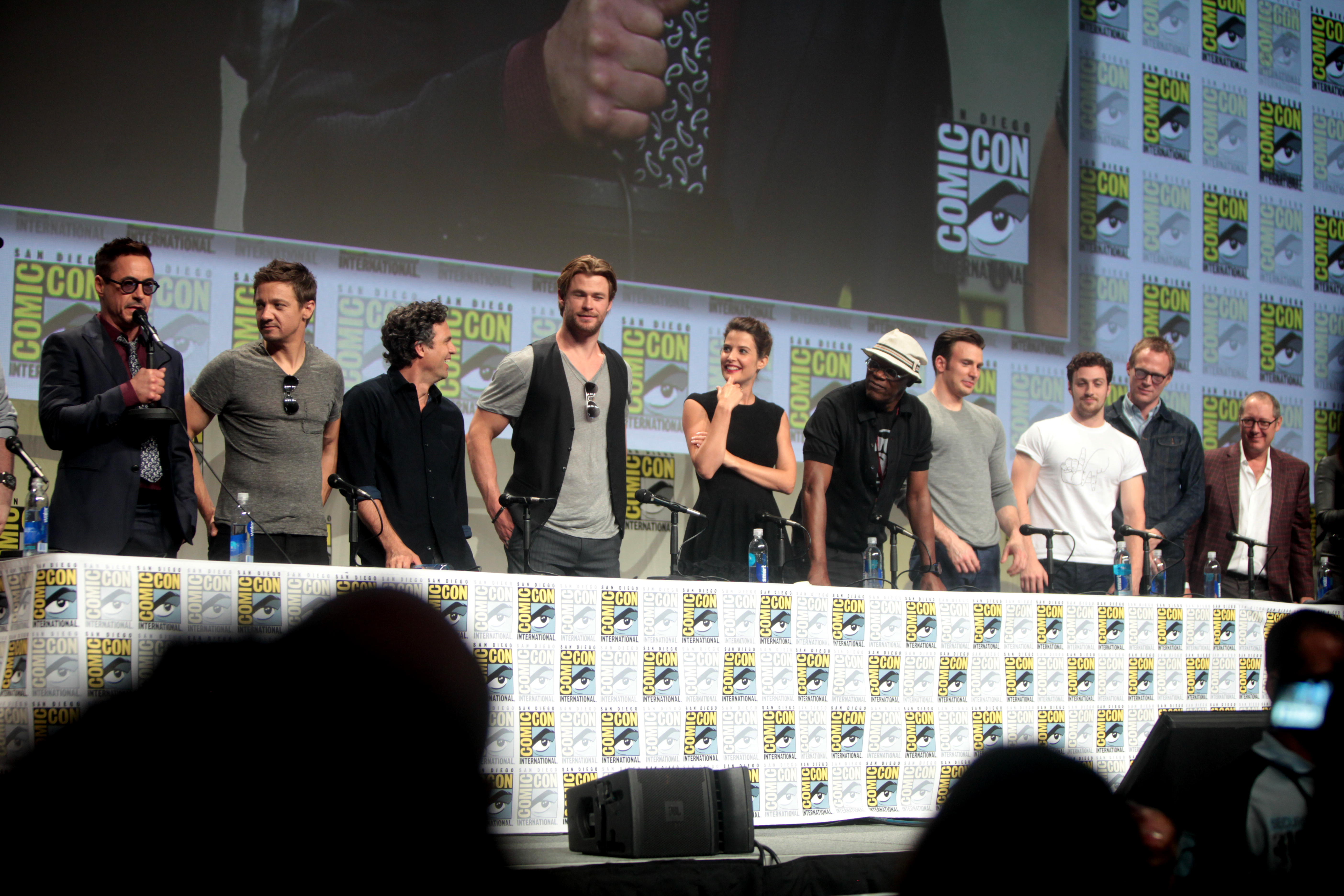
Актёры «Мстителей: Эра Альтрона» на фестивале Comic-Con 2014 в Сан-Диего

В 2013 году на Comic-Con в Сан-Диего Уидон представил тизер-трейлер к фильму. Сам ролик, а также краткое интервью с Уидон стали доступны 24 сентября 2013 года в iOS-приложении второго экрана JARVIS в честь выхода фильма «Железный человек 3» на Blu-ray носителях. А уже через день трейлер стал доступен в соцсетях. 18 марта 2014 года на канале ABC состоялся показ документального фильма под названием «Marvel Studios: Объединяя вселенную», в котором был представлен сник-пик фильма. В ролике о создании картины демонстрировались концепт-арты Алой Ведьмы и Ртути, а также схватки Халка и Железного человека в костюме «Халкбастера». Производитель мотоциклов Harley-Davidson в сотрудничестве с Marvel предоставила свой первый электромотоцикл Project LiveWire, который был задействован на съёмках картины. Состав актёров посетил фестиваль Comic-Con 2014 в Сан-Диего и провёл презентацию видеоматериала к фильму. Лента «Мстители: Эра Альтрона» оказалась на втором месте по количеству упоминаний в соцсетях на конвенте после «Бэтмена против Супермена: На заре справедливости».
Премьера дебютного трейлера была запланирована на 28 октября 2014 года вместе с очередным эпизодом сериала «Агенты „Щ. И. Т.“». Однако 22 октября ролик слили в сеть, и через несколько часов студия Marvel официально выложила трейлер на своём YouTube-канале. Журналы «Entertainment Weekly» и «The Hollywood Reporter» высоко оценили мрачную версию песни «I've Got No Strings» из мультфильма «Пиноккио» (1940) в трейлере. Ролик собрал 34,3 млн просмотров за сутки, из которых 26,2 млн приходится только на аудиторию YouTube. Показатели трейлера побили рекорд «Железного человека 3» (23,14 млн просмотров). Для сравнения, первый тизер посмотрели 20,4 млн раз за первые сутки. В ответ на срыв выхода первого трейлера студия Marvel решила представить видеоролик по фильму в ходе показа «Агентов „Щ. И. Т.“». В конце октября главный редактор Marvel Аксель Алонсо заявил о планах на комикс-прелюдию к фильму.
В ноябре 2014 года во время показа документального фильма о 75-летии вселенной Marvel на канале ABC были представлены закулисные кадры со съёмок «Эры Альтрона». В этом же месяце компания Samsung устроила продакт-плейсмент телефонов Samsung, опубликовав на своём YouTube-канале расширенный трейлер к фильму. В декабре 2014 года вышло Blu-ray издание фильма «Стражи Галактики» с дополнительными материалам, среди которых ролик со съёмок. В том же месяце телесеть ABC объявила, что несколько предстоящих эпизодов сериала «Агенты „Щ. И. Т.“» будут связаны с событиями «Эры Альтрона». В сериях «Заклятый друг моего врага» и «Грязные полдюжины» обнаружили пасхальные яйца, сюжетные нити и другие соединительные ткани, ведущие к вступительной сцене «Мстителей: Эра Альтрона», а эпизод «Шрамы» повествует о последствиях фильма.
В январе 2015 года на выставке Consumer Electronics Show (CES) был представлен ролик, посвящённый персонажу Альтрону. Также на выставке CES компания Samsung представила свои новые гаджеты, использованные при съёмке картины, а посетители выставки с помощью очков виртуальной реальности Gear VR могли увидеть Башню Мстителей. Премьера второго трейлера состоялась 12 января 2015 года на канале ESPN во время трансляции плей-оффа национального чемпионата по студенческому футболу. Обозреватель «Forbes» Скотт Мендельсон наслаждался просмотром трейлера, но не хотел раскрывать элементы сюжета.
3 февраля 2014 года Marvel выпустила цифровой комикс-приквел сценариста Уилла Короны Пилигрима и художника Веллинтона Альвза «Avengers: Age of Ultron Prelude — This Scepter’d Isle». Сюжет рассказывает, как Штрукер завладел скипетром Локи и откуда появились сверхспособности у близнецов Максимофф. В конце месяца был обнародован официальный постер ленты. Грэм Макмиллан из «The Hollywood Reporter» раскритиковал плакат из-за отсутствия оригинальности и подчеркнул, что постер почти такой же как из первой части «Мстителей», но без летающих роботов на заднем плане. Мендельсон согласился с Макмилланом и считает, что постер «нелепо отфотошопили». 4 марта 2015 года студия Marvel попросила пользователей Твиттера использовать хештеги, чтобы заключительный трейлер мигом появился в сети. Благодаря усилиям фанатов трейлер смог выйти. Через неделю ролик установил рекорд, набрав 35 млн просмотров.
В апреле 2015 года члены актёрского состава вручили Дауни премию «Признание поколений» на церемонии награждения MTV Movie Awards 2015, а также представили эксклюзивный фрагмент из фильма. В честь выхода ленты 27 апреля Дауни и Реннер вместе с руководителями Marvel Entertainment позвонили в колокол Нью-Йоркской фондовой биржи. Компания Disney потратила 26,9 млн долларов на рекламу картины из общего бюджета рекламной кампании в размере 180 млн долларов.

### Издания
Фильм стал доступен на цифровых площадках 8 сентября 2015 года и издан на Blu-ray и DVD 2 октября. В дисковое издание вошли бекстейдж со съёмок, аудиокомментарий режиссёра, вырезанные сцены и подборка смешных дублей. Картина вошла в коллекционное издание 13-ти дисков с фильмами второй фазы киновселенной Marvel под названием «Marvel Cinematic Universe: Phase Two Collection» и вышла 8 декабря. В июле 2015 года Уидон заявил, что не собирается выпускать режиссёрскую версию фильма. Несмотря на трудности в создании картины, режиссёра устраивала театральная версия и не думал, что в неё нужно вносить изменения. Картина в формате Ultra HD Blu-ray появится в продаже 14 августа 2018 года.

## Критика
Хулиан Роман, редактор сайта MovieWeb, пишет, что сиквел смог превзойти оригинал. Режиссёр проделал замечательную работу над картиной и постарался придерживаться оригинальной сюжетной линии комиксов, которыми фанаты увлекаются каждые несколько лет. В результате получился грандиозный фильм, который порадует сердца зрителей. Каждому герою было уделено довольно много внимания. Скотт Фундас из «Variety» пишет, что совместная работа Тайлера и Эльфмана представляет собой избыток громкоговорящей экшн-музыки, но самые незабываемые отрывки по-прежнему остаются переработанными кусочками великолепной фанфары «Мстителей» от Алана Сильвестри. Ричард Роупер, обозреватель газеты «Chicago Sun-Times», дал картине три с половиной звезды из четырёх и отметил, что фильм демонстрирует неожиданно трогательные и иногда загадочные приключения. Картина заслуживает высокого рейтинга во вселенной Marvel и в ней присутствуют впечатляющие спецэффекты. Критик также назвал выступления Тейлора-Джонсона, Олсен и Беттани «прекрасными».
Питер Трэверс из журнала «Rolling Stone» охарактеризовал «Эру Альтрона» как целое лето фейерверков, упакованных в одну картину. Иногда Уидон увлекается и перебарщивает с экшеном, но берётся за дело как профессионал, создавая зрелище и эпичность во всех смыслах этого слова. Мэтт Золлер Сэйтц, редактор сайта Роджера Эберта, дал фильму три звезды из четырёх и заявил, что картина смотрится настолько масштабнее, чем первая работа Уидона. «Вторые „Мстители“ представляют собой гигантский омлет, приготовленный с добавлением приправ и ингредиентов из холодильника и кладовой. Творение Джосса Уидона разбило десяток яиц», — пишет критик. Журналистка газеты The Sunday Times Камилла Лонг негативно отозвалась о фильме, в котором, по её словам, была изложена куча глупых сюжетный линий. В экшн-сценах была использована худшая компьютерная графика со времён «Первого мстителя: Другая война». В китайском прокате фильм вызвал неоднозначные отзывы из-за плохого качества перевода, который, как считают зрители, оказался слишком дословным и был сделан с помощью Google Переводчика.
"Мстители", наконец, интересны и как культурный феномен – это еще один пример того, как индустрия комиксов, выйдя на широкий экран, перестала быть развлечением для гиков и нашла миллионы поклонников.
Редактор «Интерфакса» Катя Загвоздкина считает, что сюжет — вещь не первостепенная, зато поразительно вписан между эпизодами сражений. К концу зрелищной битвы зрителям устроят экскурсию в прошлое героев, а затем прозвучит трогательная детская песенка после фразы «Халк, крушить!». Картина не только представляет собой гигабайты спецэффектов, но и обаятельных персонажей, а актёры отыгрывают кучу шуток с видимым наслаждением. Кинокритик Антон Долин из Вести ФМ охарактеризовал фильм как «религиозная притча о том, как человек сотворяет себе кумира, а потом сам же с ним и мучается». Режиссёру было непросто сделать такой совершенный фильм, но Уидон не оставил следа от первых «Мстителей». Алексей Ионов, обозреватель журнала «Игромания», считает, что блокбастер получился эпичным, масштабным и зрелищным, чем первая часть «Мстителей». Сам злодей Альтрон не годится на роль достойного оппонента, зато озвучка Джеймса Спейдера была названа главным украшением фильма. Основными проблемами картины считаются динамика и объём повествования. Новым персонажам было уделено мало внимания на их раскрытие, в частности Алой Ведьме и Ртути. Сайт KinoNews.ru написал, что блокбастер представляет собой фильм-предисловие. Сюжет — символ эволюции Тони Старка, которому приходится оправдывать установление тотального контроля над человечеством. Альтрон не похож на злодея, но персонаж носит драматический характер как Виктор Франкенштейн. Работа студии Marvel выглядит просто захватывающе и умело балансирует на гранях некоторых жанров.

### Награды и номинации
В декабре 2015 года академия кинематографических искусств и наук поместила картину «Мстители: Эра Альтрона» в шорт-лист возможных претендентов на премию «Оскар» за лучшие визуальные эффекты, однако в итоге фильм не номинировали на премию.
| Год  | Премия                                                    | Категория                                                    | Номинанты                                                                                   | Результаты |
| ---- | --------------------------------------------------------- | ------------------------------------------------------------ | ------------------------------------------------------------------------------------------- | ---------- |
| 2015 | Teen Choice Awards                                        | Лучший фильм в жанре фэнтези/фантастики                      | «Мстители: Эра Альтрона»                                                                    | Номинация  |
| 2015 | Teen Choice Awards                                        | Лучший киноактёр в фэнтези/фантастике                        | Крис Хемсворт                                                                               | Номинация  |
| 2015 | Teen Choice Awards                                        | Лучший киноактёр в фэнтези/фантастике                        | Роберт Дауни-младший                                                                        | Номинация  |
| 2015 | Teen Choice Awards                                        | Лучший киноактриса в фэнтези/фантастике                      | Скарлетт Йоханссон                                                                          | Номинация  |
| 2015 | Teen Choice Awards                                        | Похититель сцены                                             | Крис Эванс                                                                                  | Победа     |
| 2015 | Teen Choice Awards                                        | Прорыв года                                                  | Элизабет Олсен                                                                              | Номинация  |
| 2015 | Премия Австралийской академии кинематографа и телевидения | Лучшие визуальные эффекты или анимация                       | Кристофер Таунсенд, Райан Стэффорд, Пол Баттерворф и Мэтт Эстела                            | Номинация  |
| 2016 | People’s Choice Awards                                    | Любимый фильм                                                | «Мстители: Эра Альтрона»                                                                    | Номинация  |
| 2016 | People’s Choice Awards                                    | Любимый боевик                                               | «Мстители: Эра Альтрона»                                                                    | Номинация  |
| 2016 | People’s Choice Awards                                    | Любимый киноактёр                                            | Роберт Дауни-младший                                                                        | Номинация  |
| 2016 | People’s Choice Awards                                    | Любимая киноактриса                                          | Скарлетт Йоханссон                                                                          | Номинация  |
| 2016 | People’s Choice Awards                                    | Любимый экшн-актёр                                           | Роберт Дауни-младший                                                                        | Номинация  |
| 2016 | People’s Choice Awards                                    | Любимый экшн-актёр                                           | Крис Хемсворт                                                                               | Победа     |
| 2016 | People’s Choice Awards                                    | Любимая экшн-актриса                                         | Скарлетт Йоханссон                                                                          | Номинация  |
| 2016 | «Энни»                                                    | Лучшие анимационные эффекты в полнометражном игровом фильме  | Уничтожение Заковии (Майкл Балог, Джим Ван Аллен, Флоран Анодрра, Георг Кальтенбруннер)     | Победа     |
| 2016 | «Энни»                                                    | Лучший анимационный персонаж в полнометражном игровом фильме | Халк (Якуб Пиштеки, Ган Тринх, Крэйг Пенн, Микаэль Коэдель, Яр Гутьеррес)                   | Номинация  |
| 2016 | «Энни»                                                    | Лучший анимационный персонаж в полнометражном игровом фильме | Альтрон (Питер Тан, Бунйики Лим, Сатио Нисияма, Биёнхи Чо, Рой Тан)                         | Номинация  |
| 2016 | Общество специалистов по визуальным эффектам              | Лучший анимированный персонаж в фотореалистичном фильме      | Халк (Якуб Пиштеки, Лана Лан, Джон Уолкер, Шон Комер)                                       | Номинация  |
| 2016 | Общество специалистов по визуальным эффектам              | Лучшая симуляция эффектов в фотореалистичном фильме          | Халк против Халкбастера (Майкл Балог, Джим Ван Аллен, Флоран Анодрра, Георг Кальтенбруннер) | Номинация  |
| 2016 | Общество специалистов по визуальным эффектам              | Лучшая модель в фотореалистичном фильме                      | Халкбастер (Хоуи Уид, Роберт Мариник, Дэниэл Гонзалез, Мириам Кэтрин)                       | Номинация  |
| 2016 | Kids' Choice Awards                                       | Любимый фильм                                                | «Мстители: Эра Альтрона»                                                                    | Номинация  |
| 2016 | Kids' Choice Awards                                       | Любимый киноактёр                                            | Крис Эванс                                                                                  | Номинация  |
| 2016 | Kids' Choice Awards                                       | Любимый киноактёр                                            | Крис Хемсворт                                                                               | Номинация  |
| 2016 | Kids' Choice Awards                                       | Любимый киноактёр                                            | Роберт Дауни-младший                                                                        | Номинация  |
| 2016 | Kids' Choice Awards                                       | Любимая киноактриса                                          | Скарлет Йоханссон                                                                           | Номинация  |
| 2016 | «Сатурн»                                                  | Лучшая экранизация комикса                                   | «Мстители: Эра Альтрона»                                                                    | Номинация  |
| 2016 | «Сатурн»                                                  | Лучший киноактёр второго плана                               | Пол Беттани                                                                                 | Номинация  |
| 2016 | «Сатурн»                                                  | Лучшие костюмы                                               | Александра Бирн                                                                             | Победа     |
| 2016 | «Сатурн»                                                  | Лучшие спецэффекты                                           | Пол Корбоулд, Крис Таунсенд, Бен Сноу, Пол Баттерворф                                       | Номинация  |
| 2016 | MTV Movie Awards                                          | Фильм года                                                   | «Мстители: Эра Альтрона»                                                                    | Номинация  |
| 2016 | MTV Movie Awards                                          | Лучший киногерой                                             | Крис Эванс                                                                                  | Номинация  |
| 2016 | MTV Movie Awards                                          | Лучший кинозлодей                                            | Джеймс Спейдер                                                                              | Номинация  |
| 2016 | MTV Movie Awards                                          | Лучшая виртуальная роль                                      | Джеймс Спейдер                                                                              | Номинация  |
| 2016 | MTV Movie Awards                                          | Актёрская команда                                            | «Мстители: Эра Альтрона»                                                                    | Номинация  |
| 2016 | MTV Movie Awards                                          | Лучший бой                                                   | Роберт Дауни-младший против Марка Руффало                                                   | Номинация  |
| 2016 | «Хьюго»                                                   | Лучшая постановка — крупная форма                            | «Мстители: Эра Альтрона»                                                                    | Номинация  |

## Сиквелы
Режиссёрами картин «Мстители: Война бесконечности» и «Мстители: Финал» выступили Энтони и Джо Руссо, сценаристами проектов стали Кристофер Маркус и Стивен Макфили. «Война бесконечности» вышла в прокат 27 апреля 2018 года, а премьера четвёртого фильма состоялась 26 апреля 2019 года. Два будущих фильма о команде, «Мстители: Судный день» (2026) и «Мстители: Секретные войны» (2027) станут кульминацией и развязкой Шестой фазы КВМ и всей Саги Мультивселенной.

### Комментарии
1. ↑  В комиксах именно Хэнк Пим создал Альтрона, но права на экранизацию о персонаже принадлежали Эдгару Райту. И Джосс Уидон решил, что создать искусственный интеллект могут Тони Старк и Брюс Бэннер[34].